# Make It Easy
Make It Easy ist ein Lied, das die US-amerikanische Band Dan Reed Network im September 1989 aus ihrem zweiten Studioalbum Slam als Single auskoppelte. Diese Single erschien nur in den USA.

## Hintergrund
Die Gruppe hatte ihr zweites Studioalbum, Slam, in den Skyline-Studios und den Power Station Studios aufgenommen und von Nile Rodgers produzieren lassen. Als erste Single aus dem Album wurde Make It Easy ausgekoppelt, aber ausschließlich in den USA veröffentlicht. Die Single erschien auf Schallplatte und Cassetten-Single, es wurde jedoch kein Remix veröffentlicht. Als B-Seite wurde der nicht auf dem Album enthaltene Titel Come Alive gewählt; auf der Cassettenversion enthielten Seite 1 und Seite 2 jeweils beide Lieder.

## Rezeption
Mit Make It Easy veröffentlichte Mercury Records die vierte Dan-Reed-Network-Single in Folge, die weder in den USA, noch in Großbritannien und Deutschland die Charts erreichte.